# Dar (powieść Patricka O’Leary’ego)
Dar (ang. The Gift) – druga powieść w dorobku amerykańskiego pisarza science fiction Patricka O’Leary’ego, nominowana do Nagrody World Fantasy w kategorii najlepsza powieść roku 1998.
Jest to historia dwóch bohaterów, młodego króla Simona oraz chłopca o imieniu Tim. Obaj są ofiarami Woźnego Nocy i potwora Tomena, którzy potężnym zaklęciem uzurpują władzę nad całym krajem.